# Autotopie
Autotopie is een neologisme dat zelfplaats betekent. Het is afgeleid van het Griekse auto (zelf) en topos (plaats).
Het begrip autotopie is een andere naam voor het lichaam dat een zelfplaats genoemd kan worden omdat het zelf van de mens samenvalt met het lichaam en in dit lichaam zichzelf manifesteert. In het essay God in het landschap wordt dit uitgewerkt. Autotopie staat tegenover heterotopie, een begrip ontwikkeld door de Franse filosoof Michel Foucault. In een radiovoordracht heeft hij hier de eerste keer over gesproken.